# Chrysodeixis subsidens
Chrysodeixis subsidens är en fjärilsart som beskrevs av Walker 1858. Chrysodeixis subsidens ingår i släktet Chrysodeixis och familjen nattflyn. Inga underarter finns listade i Catalogue of Life.

## Bildgalleri

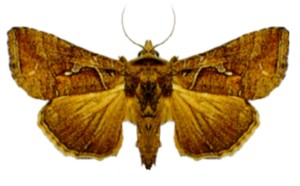
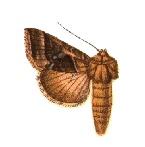